# العريفة (ذي السفال)

تعديل مصدري - تعديل

العريفة هي إحدى قرى عزلة وادي ضباء بمديرية ذي السفال التابعة لمحافظة إب، بلغ تعداد سكانها 369 نسمة حسب تعداد اليمن لعام 2004.